# Azud de la Acequia de Quart-Benàger-Faitanar

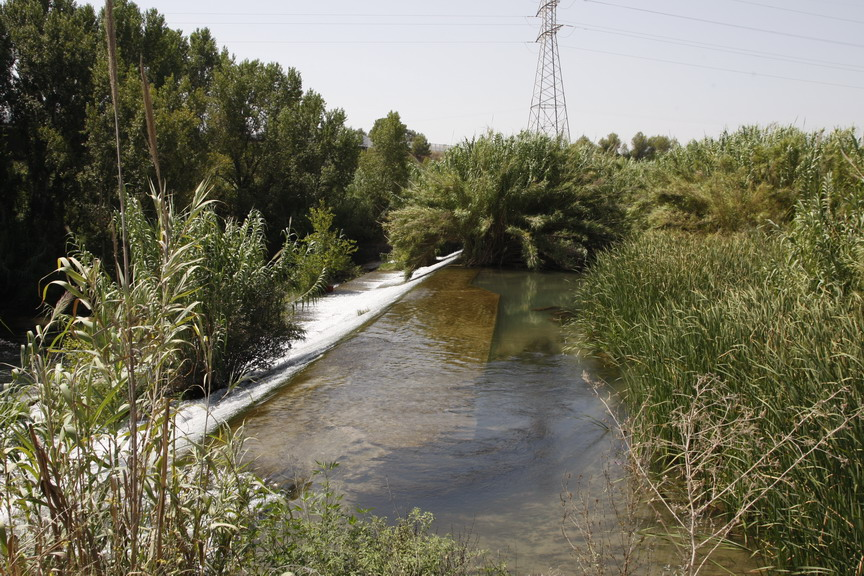

El Azud de la Acequia de Quart-Benàger-Faitanar, se encuentra entre los municipios de Manises y Paterna, en la comarca de la Huerta Oeste, de la provincia de Valencia. Se trata de una construcción catalogada como Bien de interés cultural, en la tipología de” Infraestructuras territoriales - Infraestructuras hidráulicas”, con número de anotación ministerial R-I-51-0011241 y de la Generalidad Valenciana número 46.14.190-012.

## Descripción histórico-artística
Este azud,   que separa las aguas de esta acequia mayor,  se encuentra entre los términos de Paterna y Manises, se ubica a tres kilómetros y medio aguas arriba de la población de Manises y a unos 500 metros aguas abajo del azud de la acequia de Moncada; es el primero que toma el agua por el margen derecho de los de la Vega de Valencia.
El emplazamiento del azud en este punto del río se remonta al momento del diseño de la acequia madre de Quart-Benàger-Faitanar, por lo tanto en época medieval islámica anterior al siglo XIII, si bien la obra que hoy en día se ve es, en su estructura original, del siglo XVII pero con una profunda remodelación de principios y primer cuarto del siglo XX.
Como todos los azudes, esta construcción consta de un muro recto, de unos 80 metros de longitud y, en este caso particular, que está prácticamente transversal al cauce del ríoTuria aunque utiliza una cercana curva de este para facilitar el emboque del agua. El material constructivo es el sillar, de hasta dos metros de largo y de entre 30 y 40 cm de grosor, trabados con argamasa, que conforman una escalera dotada de siete niveles o escalones. La casa de compuertas se encuentra en el extremo derecho del conjunto incluyendo en su parte subterránea la garganta de la acequia formada por dos arcos de ladrillo y un tajamar separador entre ellos. También se puede distinguir,  una gran almenara de desagüe, independiente,  que en este caso ha adoptado una forma de torreón reforzado y está construida también con grandes sillares pese a intervenciones recientes en hormigón.  
Todas estas construcciones se deben a la construcción de la central eléctrica de Daroqui, construida por la compañía eléctrica VOLTA en 1905 y de nuevo ampliada en 1923, que hicieron necesaria la ampliación del azud y toma de agua de la acequia desde el canal a la central; pasando la propiedad de estas instalaciones, así como el canal hasta la central, de las comunidades de regantes a la compañía eléctrica correspondiente, actualmente Iberdrola S. A.,  estando en la actualidad prácticamente abandonadas por el cierre de la central.
El conjunto del azud se encuentra en bastante buen estado pese al impacto de las riadas, sin duda por la modernidad de buena parte de la actual construcción. Como consecuencia de la riada de 1957, se rehízo la casa de las compuertas, y se reforzó la parte alta de las escaleras del azud con obra de hormigón, cosa que ha modiﬁcado parcialmente el aspecto del conjunto.
Actualmente sigue en funcionamiento para captar el agua de riego de los sistemas hidráulicos de las acequias de Quart y Benàger-Faitanar, siendo nuevamente, propiedad de ambas comunidades de regantes.
Como consecuencia de la construcción de las infraestructuras del “by pass”, actualmente ha quedado a 100 metros del puente que esta carretera tiene sobre el río Turia.